# 麻浦區

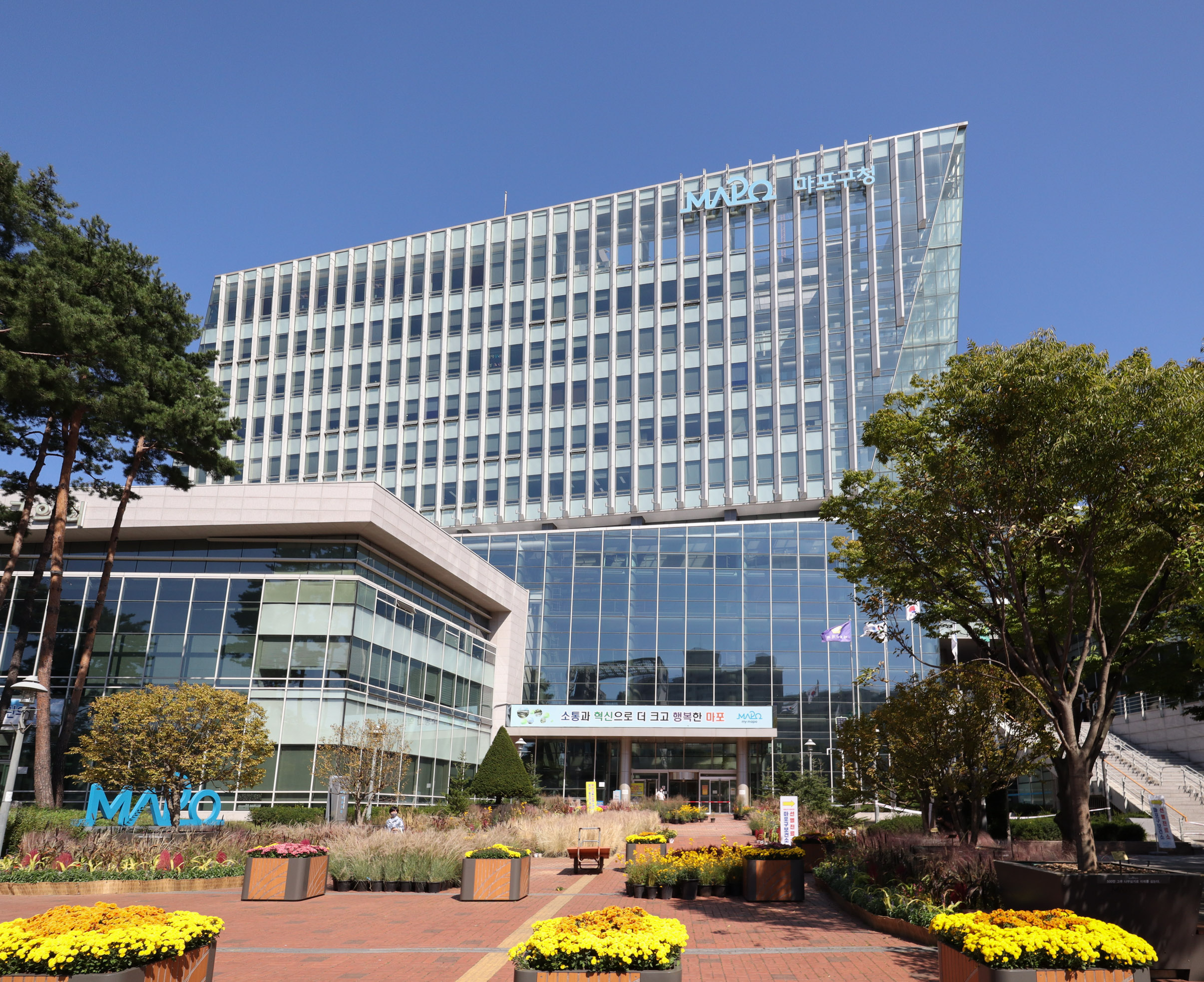
麻浦區廳

麻浦區（韩语：／ Mapo gu）是大韓民國首都首爾特別市的一個行政區。首爾世界盃競技場位於此區內。

## 行政區劃

行政區劃圖

| - 孔德洞 (韓語：공덕동) - 阿峴洞 (韓語：아현동) - 桃花洞 (韓語：도화동) - 大興洞 (韓語：대흥동) - 龍江洞 (韓語：용강동) - 合井洞 (韓語：합정동) - 西橋洞 (韓語：서교동) - 西江洞 (韓語：서강동) | - 新水洞 (韓語：신수동) - 鹽里洞 (韓語：염리동) - 延南洞 (韓語：연남동) - 望遠1洞 (韓語：망원1동) - 望遠2洞 (韓語：망원2동) - 城山1洞 (韓語：성산1동) - 城山2洞 (韓語：성산2동) - 上岩洞 (韓語：상암동) |

## 交通

### 鐵路

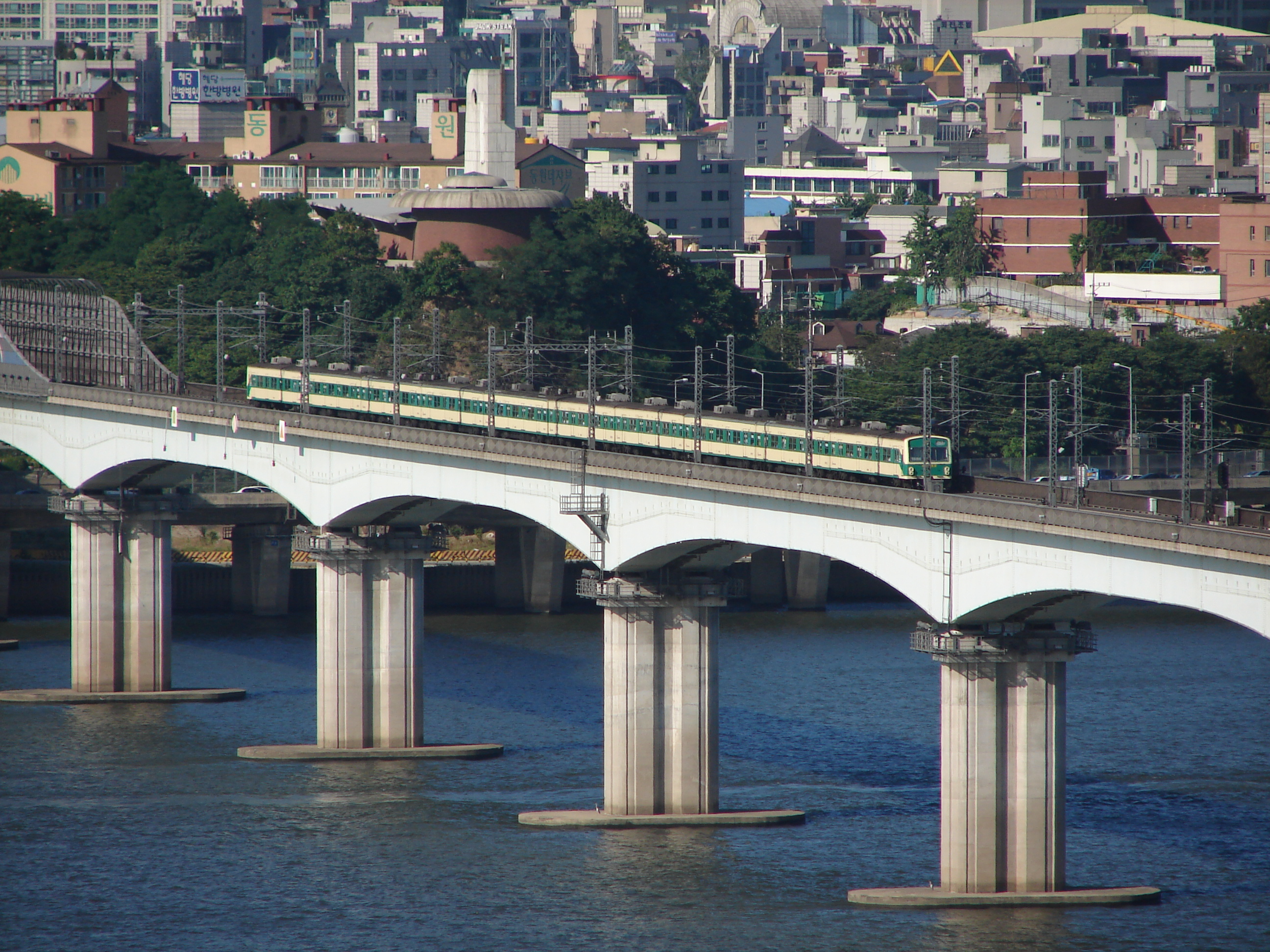
堂山鐵橋（合井站與堂山站之間）

首爾地下鐵
●首爾地鐵2號線：合井站 - 弘益大學站 - 新村站 - 梨花女子大學站 - 阿峴站
●首都圈電鐵5號線：麻浦站 - 孔德站 - 兒嶺站
●首尔地铁6号线：世界盃體育場站 - 麻浦區廳站 - 望遠站 - 合井站 - 上水站 - 廣興倉站 - 大興站 - 孔德站

## 建筑物
- 麻浦公寓（朝鲜语：마포아파트）

## 名人
- 朴經 （Block B成員）
- Zico （Block B成員）
- P.O （Block B成員）
- 雪娥（宇宙少女成員）
- 李碩珉（Seventeen成員）
- 方藝潭 (前Treasure成員)
- haha
- 宋智孝
- 李相赫 （電競選手，別名：Faker）
- 蘇志燮
- 李美珠

## 外部連結
-  麻浦區廳官方網址